# Championnat d'Italie féminin de basket-ball
La LegA Basket Femminile est la ligue professionnelle (ou semi-professionnelle) du championnat de basket-ball féminin en Italie.
Elle regroupe les 3 plus hautes divisions du championnat, soit la Serie A1, la Serie A2 et la Serie A3.

## Historique
À l'été 2015, les clubs de Trieste et Cagliari sont relégués pour raisons financières ».

## Palmarès Serie A1
- 1930 : Ginnastica Triestina
- 1931 : Ginnastica Triestina
- 1932 : Gioiosa Milan
- 1933 : Canottieri Milan
- 1934 : Canottieri Milan
- 1935 : Canottieri Milan
- 1936 : Ambrosiana Milan
- 1937 : Ambrosiana Milan
- 1938 : Ambrosiana Milan
- 1939 : Ambrosiana Milan
- 1940 : Ilva Trieste
- 1941 : GUF Naples
- 1942 : GUF Milan
- 1943 : Canottieri Milan
- 1944 : non disputé
- 1945 : non disputé
- 1946 : Reyer Venise
- 1947 : Bernocchi Legnano
- 1948 : Bernocchi Legnano
- 1949 : Indomita Rome
- 1950 : Ginnastica Comense
- 1951 : Ginnastica Comense
- 1952 : Ginnastica Comense
- 1953 : Ginnastica Comense
- 1954 : Bernocchi Legnano
- 1955 : Bernocchi Legnano
- 1956 : Ginnastica Triestina
- 1957 : Ginnastica Triestina
- 1958 : Stock Trieste
- 1959 : A.P. Udinese
- 1960 : A.P. Udinese
- 1961 : A.P. Udinese
- 1962 : FIAT Turin
- 1963 : FIAT Turin
- 1964 : FIAT Turin
- 1965 : Portorico Vicence
- 1966 : Portorico Vicence
- 1967 : Recoaro Vicence
- 1968 : Recoaro Vicence
- 1969 : Recoaro Vicence
- 1970 : Geas Sesto San Giovanni
- 1971 : Geas Sesto San Giovanni
- 1972 : Geas Sesto San Giovanni
- 1973 : Standa Milan
- 1974 : Geas Sesto San Giovanni
- 1975 : Geas Sesto San Giovanni
- 1976 : Geas Sesto San Giovanni
- 1977 : Geas Sesto San Giovanni
- 1978 : Geas Sesto San Giovanni
- 1979 : Teksid Turin
- 1980 : FIAT Turin
- 1981 : Pagnossin Trévise
- 1982 : Zolu Vicence
- 1983 : Zolu Vicence
- 1984 : Zolu Vicence
- 1985 : Fiorella Vicence
- 1986 : Primigi Vicence
- 1987 : Primigi Vicence
- 1988 : Primigi Vicence
- 1989 : Enichem Priolo
- 1990 : Unicar Césène
- 1991 : Pool Comense Côme
- 1992 : Pool Comense Côme
- 1993 : Pool Comense Côme
- 1994 : Pool Comense Côme
- 1995 : Pool Comense Côme
- 1996 : Pool Comense Côme
- 1997 : Pool Comense Côme
- 1998 : Pool Comense Côme
- 1999 : Pool Comense Côme
- 2000 : Isab Energy Priolo
- 2001 : Cerve Parme
- 2002 : Pool Comense Côme
- 2003 : Tarente Cras Basket
- 2004 : Pool Comense Côme
- 2005 : Famila Schio
- 2006 : Famila Schio
- 2007 : Phard Naples
- 2008 : Famila Schio
- 2009 : Tarente Cras Basket
- 2010 : Tarente Cras Basket
- 2011 : Famila Schio
- 2012 : Tarente Cras Basket
- 2013 : Famila Schio
- 2014 : Famila Schio
- 2015 : Famila Schio
- 2016 : Famila Schio
- 2017 : Gesam Gas Lucques
- 2018 : Famila Schio
- 2019 : Famila Schio
- 2020 : Non attribué
- 2021 : Reyer Venise-Mestre
- 2022 : Famila Schio
- 2023 : Famila Schio
- 2024 : Reyer Venise-Mestre
- 2025 : Famila Schio

## Organigramme
1. Championnat national
  1. Serie A1
  2. Serie A2
  3. Serie A3
2. Championnat régional
  1. Serie B
  2. Serie C
  3. Promozione

## Fonctionnement
La Série A1 fait s’opposer 16 équipes en matchs aller-retour lors de la première phase. Les 8 meilleures équipes se qualifient alors pour les play-offs. Chacun des tours des play-offs (quarts de finale, demi-finales et finale) se jouent au meilleur des 5 matchs.
En 2012-2013, le championnat débute avec seulement onze équipes puis se poursuit en janvier à dix après le retrait de Faenza.

## Équipes de Serie A2 en 2012-2013

### Groupe Nord
- AS Mercede Basket Alghero
- Basket Biassono
- Pallacanestro Broni
- Virtus Cagliari
- Basket Team Crema
- Assi Cremona
- Giants Marghera
- Pallacanestro Sanga Milan
- Interclub Muggia
- A.S.D. San Martino di Lupari
- S. Salv. Selargius
- Libertas Udine
- Starlight Valmadrera
- Reyer Venezia

### Groupe Sud
- Ancona Basket
- Ariano Irpino
- Minibasket Battipaglia
- Libertas Bologna
- Basket Spezia Club
- Virtus Spezia
- Dike Napoli
- Eirene Ragusa
- Olympia Reggio C.
- College Italia
- Salerno Basket 92
- Costone Siena
- Ants Viterbo

## Équipes de Serie A3 en 2012-2013
- ASD Vicenza